# Bitva u Cullodenu
Bitva u Cullodenu (skotskou gaelštinou Blàr Chùil Lodair) byla posledním vojenským střetnutím Jakobitského povstání z roku 1745. Proběhla 16. dubna 1746 nedaleko vesnice Culloden poblíž Inverness na Skotské vysočině. Britské vládní vojsko, které vedl vévoda z Cumberlandu, zde porazilo armádu jakobitů, jíž velel Karel Eduard Stuart. Jednalo se o poslední otevřenou bitvu vybojovanou na britské půdě.
Karel Eduard byl nejstarším synem Stuartovského uchazeče o britský trůn Jakuba Františka Stuarta, který žil v exilu ve Francii. Věřil, že jak ve Skotsku, tak v Anglii existuje podpora obnovení vlády Stuartovců, a proto připlul v červenci 1745 do Skotska. Sebral armádu skotských jakobitských přívrženců a během září se zmocnil Edinburghu a porazil britské vládní vojsko v bitvě u Prestonpansu. Vláda povolala zpět z Vlámska vévodu z Cumberlandu, nejmladšího syna krále Jiřího II., s 12 000 vojáky, aby se s povstáním vypořádal. Povstalecká jakobitská armáda vtáhla do Anglie a dorazila až k městu Derby v hrabství Derbyshire. Poté se však obrátila zpět, protože se k ní přidal jen malý počet anglických dobrovolníků.
Jakobité s nevelkou francouzskou vojenskou podporou se pokoušeli upevnit svoji vládu nad Skotskem, kde proti nim počátkem roku 1746 stálo početné britské vládní vojsko. Takzvaně „propadlé“ vítězství jakobitů v bitvě u Falkirku nepomohlo změnit strategickou situaci – s tenčícími se zásobami a financemi a vládním vojskem, které vévoda z Cumberlandu doplnil a zreorganizoval, nezbývalo jakobitskému vedení než se Angličanům postavit a bojovat. Obě armády se nakonec střetly u Cullodenu, v terénu, který více vyhovoval Cumberlandovu většímu a odpočatějšímu vojsku. Bitva trvala jen hodinu, ale jakobité při ní utrpěli krvavou porážku. Přišli o 1500–2000 mrtvých nebo zraněných, zatímco na druhé straně bylo jen asi 300 mrtvých či zraněných. Ve Skotsku sice jakobitům zůstalo ještě na 5000–6000 bojeschopných mužů, vedení se však rozhodlo, aby se rozptýlili, čímž fakticky ukončilo povstání.

## Směřování k bitvě

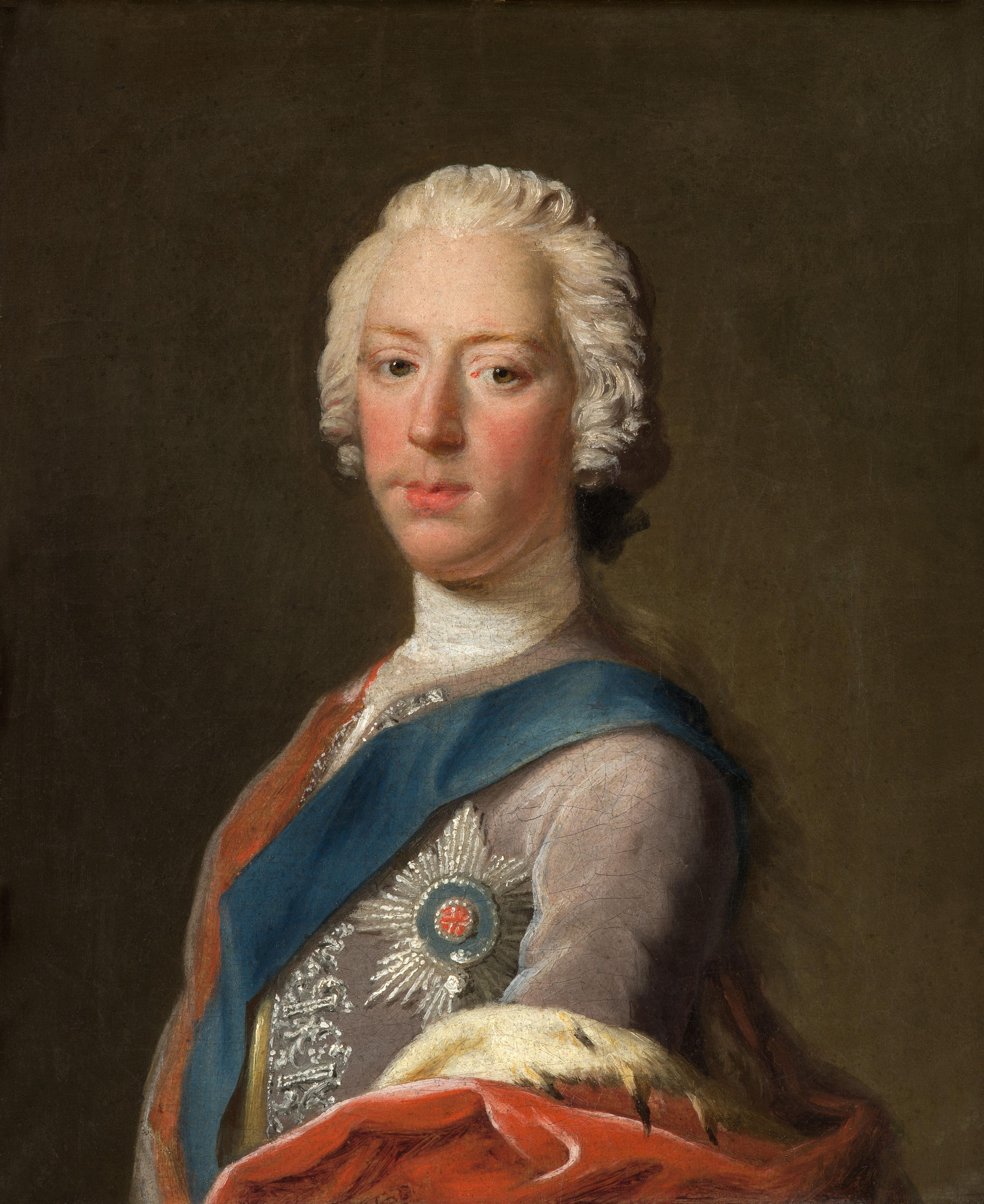
Portrét Karla Eduarda Stuarta z roku 1745…

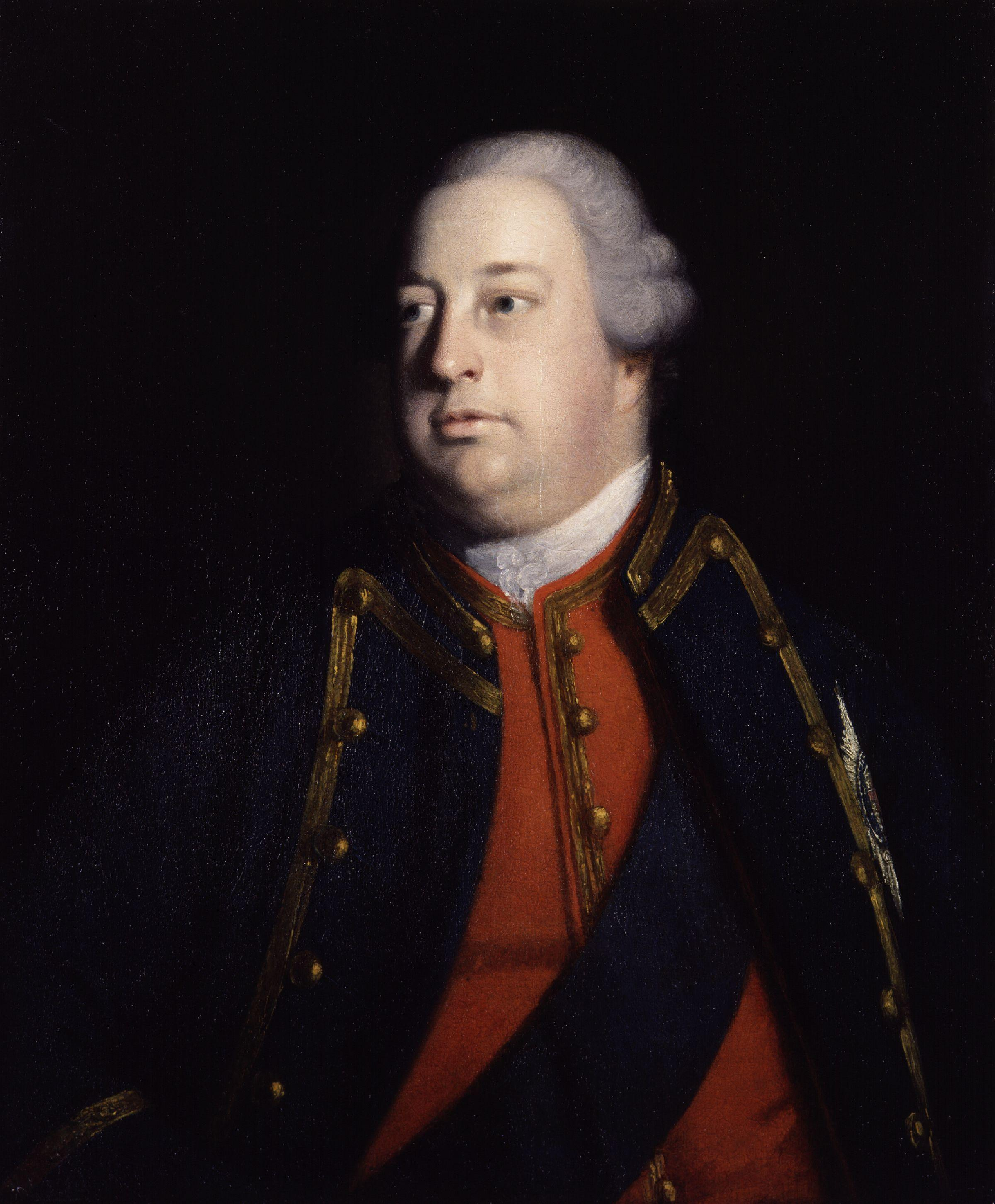
…a jeho soupeře vévody z Cumberlandu (asi 1757)

Po porážce vládních sil u Falkirku dorazil vévoda z Cumberlandu v lednu 1746 do Skotska, aby převzal velení britského vládního vojska. Hlavní část své armády přesunul hned na sever do Aberdeenu, kde hodlal přečkat zimu. Na 5000 hesenských vojáků, jimž velel kníže Fridrich II., bylo umístěno v oblasti skotského Perthu, aby zabránili případnému jakobitskému útoku z této strany. Počasí se natolik zlepšilo, že vévoda z Cumberlandu počátkem dubna obnovil tažení. Jeho vojsko dorazilo 11. dubna do Cullenu v oblasti Moray, kde se k němu připojilo dalších 6 praporů pěchoty a 2 pluky jízdy. Dne 12. dubna přebrodily Cumberlandovy jednotky řeku Spey. Její přechod sice mělo bránit na 2000 jakobitských vojáků, jimž velel 4. vévoda z Perthu John Drummond, ten však dal povel k ústupu k Elginu a Nairnu aniž se pokusil klást Britům jakýkoli odpor. Byl za to později řadou autorů píšících o Jakobitském povstání ostře kritizován. Do 14. dubna vyklidili jakobité město Nairn a Cumberlandovo vojsko se utábořilo v jeho blízkosti. 
Některé důležité jakobitské jednotky byly stále „na cestě“ nebo vázány daleko na severu, ale po zprávě o pohybu vládních jednotek opustila hlavní část jakobitské armády o síle asi 5400 mužů 15. dubna ležení  v Inverness a seřadila se v bojové sestavě při cullodenské usedlosti, asi 8 km na východ od města. Jakobitské velení váhalo, zda jít do bitvy, nebo opustit Inverness, ale protože většina jejich scvrkávajících se zásob byla uložena ve městě, neexistovalo příliš mnoho jiných možností jak udržet armádu pohromadě. Jakobitský plukovník  John O'Sullivan označil za vhodné místo pro obranu cullodenské vřesoviště Drummossie Moor nedaleko Inverness. Byl to otevřený úsek mezi zděnými ohradami cullodenských obor na severu  a culwhiniackých na jihu.
Jakobitský generálporučík George Murray prohlásil, že se mu terén Drummossie Moor nelíbí, protože je poměrně plochý a otevřený, a navrhl místo něj strmě se svažující pozemek u Daviotského hradu asi 10 km jihovýchodně od Inverness. Brigádní generál Stapleton a plukovník Ker jej 15. dubna prohlédli a odmítli jako příliš „zmechovatělý a měkký“.  Dalším důvodem odmítnutí byla skutečnost, že se odtud nedala chránit důležitá cesta do Inverness. Nicméně okolnosti posléze přinutily jakobity zvolit postavení poněkud na západ od místa, jež původně navrhl plukovník O'Sullivan.

### Noční útok u Nairnu
V britském vládním vojsku se 15. dubna slavily pětadvacáté narozeniny vévody z Cumberlandu. Na oslavu bylo každému pluku vydáno devět litrů brandy. Na Murrayho návrh se proto jakobité pokusili zopakovat té noci úspěch z bitvy u Prestonpansu provedením nočního útoku na ležení vládního vojska. 
Generál Murray navrhl, aby jakobitské síly vyrazily za soumraku a pochodovaly na Nairn. Zamýšlel, že pravé křídlo prvního sledu zaútočí na Cumberlandův týl, zatímco James Drummond, bratr Johna Drummonda a 3. vévoda z Perthu, napadne s levým křídlem čelo vládního vojska. Podporovat ho měl druhý sled vedený jeho bratrem Johnem a Karlem Eduardem Stuartem. Nicméně jakobitské síly se vydaly na pochod až dlouho po setmění. Důvodem byly obavy, že by mohly být zpozorovány z lodí královského námořnictva, které v té době kotvily ve východoskotském fjordu Moray Firth. Generál Murray proto vedl jednotky vnitrozemím, aby se tak vyhnul vládním předsunutým hlídkám. 
V čase, kdy vedoucí skupina dorazila do Culraicku – ještě asi 3 km od místa, kde mělo Murrayho křídlo překročit řeku Nairn a obklíčit město –, zbývala do svítání již jen hodina. Po vášnivé poradě s ostatními důstojníky generál Murray usoudil, že k zahájení překvapivého útoku není dost času a že útok je třeba zrušit. plukovník O'Sullivan se vypravil informovat o změně plánu Karla Eduarda, ale ve tmě ho minul. Oddíly, které přímo vedl generál Murray, vyrazily mezitím zpět po cestě do Inverness, nevracely se cestou, kterou připochodovaly. A tak, zatímco Murray vedl třetinu vojska zpět do ležení, pokračovaly nic netušící zbylé dvě třetiny ve tmě v cestě za svým původním cílem. Jeden z popisů událostí té noci dokonce zaznamenal, že se oddíly vévody z Perthu dostaly do styku s jednotkami vládního vojska, než jejich velení pochopilo, že se zbytek jakobitských sil obrátil zpět. Někteří historikové tvrdí, že kdyby vévoda z Perthu pokračoval se svými jednotkami v plánovaném útoku, mohl se přepad zdařit. Nicméně většina v nesouhlasu poukazuje na skutečnost, že velel pouhým 1200 mužů.
Nedlouho poté, co vyčerpané jakobitské oddíly dorazily zpět do Cullodenu, přišlo hlášení o postupu nepřátelských jednotek. V té době se však už část jakobitských vojáků vzdálila ve snaze sehnat něco k jídlu, další se vrátili do Inverness, zatímco jiní se uložili v příkopech a různých hospodářských staveních k spánku. Několik stovek jakobitských vojáků tak mohlo bitvu zmeškat.

## Bitva na cullodenském vřesovišti

Postavení vojsk u Cullodenu včetně počátečních přesunů Karla Eduarda Stuarta i vévody z Cumberlandu

Po neúspěšném nočním přepadu se jakobitské síly seskupily do téměř stejné bojové formace jako předešlého dne, první linii tedy tvořily horalské pluky z Vysočiny. Čelo jakobitských sil bylo obráceno směrem k pastvině na severovýchodu, s řekou Nairn asi 1 km napravo od nich. Levému křídlu, které z boku chránila zděná ohrada cullodenské obory, velel 3. vévoda z Perthu James Drummond, zatímco jeho bratr John, 4. vévoda z Perthu, velel jednotkám ve středu. Pravé křídlo, jehož bok kryla zeď culwhiniacké obory, vedl generál Murray. Pluky s vojáky z nížiny v druhé linii byly v souladu s francouzskou praxí uspořádány do kolony. Ráno začal padat na již tak dost mokrou zem hustý sníh a ledové krupky, jež posléze přešly v déšť. S počátkem bitvy se však počasí uklidnilo.
Ještě za šera zrušilo Cumberlandovo vojsko ležení a v 5 ráno již bylo na pochodu. Opustilo cestu do Inverness a vydalo se terénem. Kolem desáté jakobitští vojáci konečně spatřili ve vzdálenosti asi 4 km blížící se nepřátelské oddíly. Když se vládní vojsko přiblížilo na 3 km od jakobitských pozic, vydal vévoda z Cumberlandu rozkaz zaujmout bojovou sestavu, v níž pak jeho oddíly postupovaly vpřed. Jakmile se vládní jednotky ocitly ve vzdálenosti 500 metrů od jakobitské linie, vyslal vévoda z Cumberlandu dopředu své dělostřelectvo.
Jakmile vládní vojsko zaujalo bojovou sestavu, začalo být zřejmé, že jeho pravé křídlo není dobře zabezpečené. Vévoda z Cumberlandu je proto posílil oddíly jízdy a dalšími jednotkami. V jakobitských řadách přesunul plukovník O'Sullivan dva prapory Gordonova pluku, aby chránily zeď culwhiniacké obory proti případnému bočnímu útoku vládních dragounů. Také generál Murray přesunul jakobitské pravé křídlo poněkud dopředu. Tyto přesuny nechtěně narušily jakobitskou linii a odhalily mezery, jichž by mohl nepřítel využít. Plukovník O'Sullivan proto nařídil dvěma plukům z druhé linie, Glenbucketovu a Stewartovu, aby se přesunuly do první linie. Zatímco čelo jakobitské armády nyní značně přečíslovalo přední linii vládního vojska, druhá jakobitská linie byla citelně oslabena, což zvýšilo její závislost na úspěchu počátečního útoku.

### Dělostřelecká výměna
Asi kolem 1 hodiny odpoledne zahájilo jakobitské dělostřelectvo palbu, zřejmě jako reakci na vyslání hraběte z Albemarle jako zvěda jen 100 metrů od jakobitských linií, aby zjistil sílu jejich baterií. Dělostřelectvo vládního vojska odpovědělo krátce nato. Pokud jde o délku kanonády, údaje se liší. Jakobitští pamětníci uvádějí ve svých vzpomínkách, že jejich jednotky byly pod dělostřeleckou palbou přes 30 minut, než dal Karel Eduard Stuart povel k útoku, zatímco vládní prameny uvádějí mnohem kratší dobu – podle Campbella z Airdsu to bylo jen 9 minut, a podle pobočníka vévody z Cumberlandu Yorkea dokonce jen 2 až 3 minuty.
Časové rozpětí napovídá, že vládní dělostřelectvo mohlo stěží vypálit víc než 30 salv. Ze statistické analýzy pak vyplývá, že to v této fázi mohlo na jakobitské straně způsobit ztrátu nanejvýš 20–30 mužů oproti stovkám, jež uvádějí některé zprávy.

### Jakobitský útok
Krátce po 1 hodině odpolední vydal Karel Eduard Stuart rozkaz k přiblížení k nepříteli, který plukovník Kerr doručil pluku vévody z Perthu nejdále na levém křídle. Poté projížděl jakobitskou linií a postupně předával rozkaz každému pluku. Velitel jakobitské jízdy John MacDonald a brigádní generál Stapleton byli vysláni, aby tento rozkaz všem zopakovali. Jak se jakobitské oddíly hnuly, přešli vládní dělostřelci na palbu kartáčovými náboji, kterou ještě umocňovala střelba z lehkých moždířů umístěných za první linií vládních oddílů. Jelikož při střelbě kartáčovými náboji není třeba přesně mířit, značně se tím zvýšila rychlost střelby. Útočící jakobitské jednotky se tak ocitly v těžké palbě.
Na jakobitském pravém křídle opustily Lochielův a Appinský pluk spolu s Athollovou brigádou svoje počáteční pozice a vyrazily proti Barrellovu a Munroovu pluku. Po několika stech metrech se však pluky Lady Mackintoshové a Lovatův počaly stáčet doprava, buď ve snaze vyhnout se kartáčové palbě, nebo aby se dostaly na pevnější půdu podél cesty, která probíhala napříč vřesovištěm. Těchto pět pluků se navzájem promísilo a jako jedna masa směřovalo k vládnímu levému křídlu. Zmatek ještě vzrostl, když tři největší pluky ztratily své velitele, kteří byli v čele postupujících oddílů. Alexander MacGillivray a jeho zástupce MacBean z pluku Lady Mackintoshové padli, stejně jako Charles Fraser z Inverallochie z Lovatova pluku, a Donaldu Cameronovi z Lochielu přerazil kartáč kotník jen pár metrů od vládní linie.  
Jakobitské levé křídlo postupovalo naopak mnohem pomaleji. Brzdila ho bažinatá půda a nutnost urazit k nepřátelským liniím o několik stovek metrů delší vzdálenost. Podle líčení spisovatele Andrewa Hendersona vyjel 4. vévoda z Perthu John Drummond před jakobitské řady ve snaze přimět dělostřelectvo vládního vojska k předčasnému zahájení palby, ale vládní dělostřelci zachovali kázeň. Tři pluky klanu MacDonaldů – MacDonaldů z Keppochu, MacDonaldů z Clanranaldu a MacDonaldů z Glengarry – se zastavily, načež přešly do neúčinné střelby z mušket na dálku. I ony ztratily velitele, když byl Ranald MacDonald mladší z Clanranaldu zraněn a Alexander MacDonald z Keppochu zabit. Menší jednotky po jejich pravé straně – Maclachlanův pluk a Chisholmův a Monaltrieův prapor postoupily do prostoru pokrytého dělostřeleckou palbou a než ustoupily, utrpěly těžké ztráty. 

### Boj vládního levého křídla

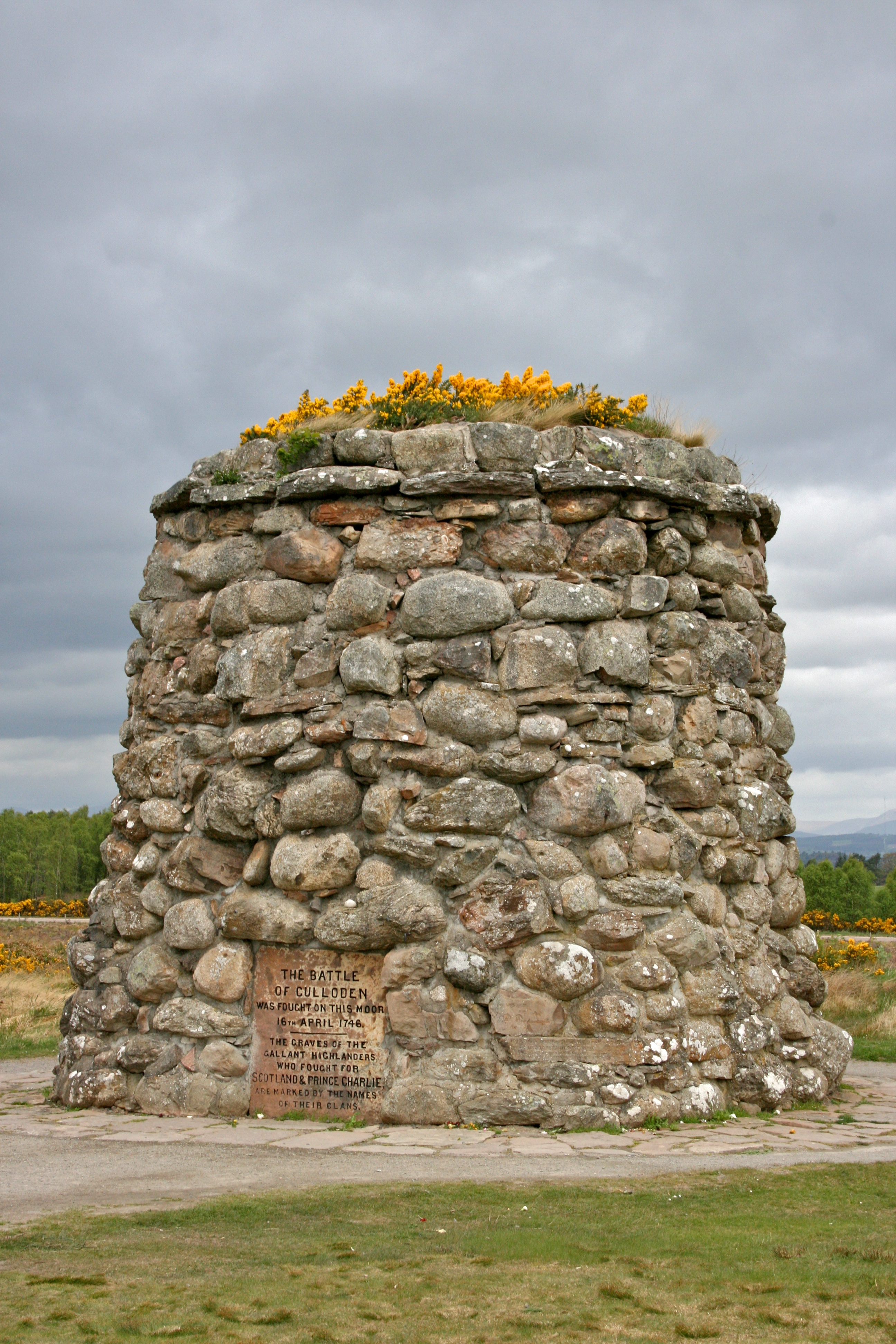
Památník zbudovaný na bojišti v roce 1881

Pravé jakobitské křídlo bylo tvrdě zasaženo salvou, kterou vojáci vládních pluků vypálili z nevelké vzdálenosti, ale mnozí horalé se přesto dostali až k vládní linii, a tak se bitva poprvé rozhodovala v přímé srážce mezi takzvanou horalskou ztečí a pěchotou v bojových formacích vybavenou mušketami a tulejovými bajonety. Hlavní nápor jakobitského úderu, který vedl Lochielův pluk, zachytily jen dva vládní pluky – Barellův 4. pěší regiment a Dejeanův 37. pěší regiment. Barellův pluk měl 17 mrtvých a 108 zraněných z celkového počtu 373 důstojníků a mužstva, Dejeanův pluk, jehož levé křídlo mělo neúměrně větší množství ztrát, přišel jen o 14 mrtvých a 68 raněných. Barellův pluk dočasně ztratil jednu ze svých dvou plukovních vlajek. Generálmajor John Huske, který velel druhé linii vládního vojska, okamžitě zorganizoval protiútok. Poslal do něj celou Sempillovu 4. brigádu o celkové síle 1078 mužů, kterou tvořily Sempillův 25. pěší pluk, Conwayův 59. pěší pluk a Wolfeův 8. pěší pluk. K ucpání mezery poslal dopředu rovněž Blighův 20. pěší pluk, který zaujal pozici mezi Sempillovým 25.  a Dejeanovým 37. plukem. Huskeův protiútok vytvořil pětipraporovou formaci ve tvaru podkovy, která ze tří stran obklíčila jakobitské pravé křídlo.

### Jakobitská porážka a ústup
Jelikož jakobitské levé křídlo, jemuž velel 3. vévoda z Perthu James Drummond, nedokázalo poustoupit vpřed, nařídil vévoda z Cumberlandu dvěma oddílům husarů z Cobhamova 10. dragounského pluku, aby horaly zatlačili. Bažinatá půda však jízdu zdržovala, proto se husaři stočili, takže se střetli se strážním oddílem Irské brigády, který plukovník O'Sullivan a 4. vévoda z Perthu John Drummond povolali ve snaze stabilizovat rozkládající se jakobitské levé křídlo.
Pod hrozbou úplného rozkladu jakobitského levého křídla vyslal generál Murray vévodovi z Perthu na pomoc Skotskou gardu a Kilmarnockovu pěší gardu, jež byly do té doby v záloze. Avšak v době, kdy gardy dorazily na místo, byla již jakobitská první linie na ústupu. Skotská garda si vyměnila palbu z mušket s 21. plukem Královských severobritských střelců a dala se na organizovaný ústup podél culwhiniacké obory, aby byla kryta před dělostřeleckou palbou. Okamžitě ji ze zálohy napadly dvě kompanie horalské milice pod velením kapitána Colina Campbella umístěné v oboře. Kapitán Campbell byl v tomto boji spolu s dalšími pěti muži zabit. Skotská a Kilmarnockova garda tak byly vytlačeny do otevřeného prostoru vřesoviště, kde se dostaly do střetu s třemi švadronami Kerrových 11. dragounů.
Strážní oddíl Irské brigády pod velením podplukovníka Stapletona statečně kryl ústup horalů z bojiště a zabránil jejich těžkým ztrátám. Zaplatil za to polovinou ze 100 padlých a raněných, o něž přišel v bitvě. Skotská garda zřejmě ustoupila z pole ve dvou částech. Jedna část se vzdala, poté co bylo 50 z jejích mužů zabito či zraněno, ale nepřišla o vlajku. Velká část gardistů ustoupila společně s jakobitskými pluky z nížiny. Několik horalských jednotek rovněž ustoupilo organizovaně, zejména 1. prapor Lovatova pluku, který pochodoval se vztyčenými vlajkami. Vládní dragouni na ně raději nezaútočili, aby se vyhnuli zbytečným ztrátám.
Karel Eduard Stuart a vyšší důstojníci měli dost času k ústupu. Karel Eduard zřejmě shromažďoval pluk vévody z Perthu a Glenbucketův pluk, když plukovník O'Sullivan dorazil k eskortnímu oddílu kapitána Shey, který velel Stuartově osobní gardě, s příkazem, aby ho odvedl z bitevního pole. Karel Eduard prý vykřikl: „Živého mě nedostanou!“ a domáhal se rozhodujícího útoku na vládní linie. Kapitán Shea však nedbal a v doprovodu Perthova a Glenbucketova pluku odvedl Karla Eduarda Stuarta do bezpečí. 
Ustupující jakobitské síly byly nyní rozděleny do několika skupin: pluky z nížiny ustupovaly spořádaně na jih směrem na Ruthvenská kasárna v oblasti Badenoch, zbytky jakobitského pravého křídla rovněž ustupovaly k jihu. MacDonaldy a další horalské pluky z levého křídla však odřízla vládní jízda a přinutila je ustupovat po cestě do Inverness. Staly se tak snadným cílem pro vládní dragouny vedené nelítostným generálmajorem Humphreym Blandem.

### Ztráty a vězni
Počet zrát na straně jakobitů se odhaduje na 1500 až 2000 padlých a raněných, přičemž mnozí z těchto mužů byli zraněni či zabiti během pronásledování ustupujících vojáků po bitvě. Oficiální seznam vězňů vévody z Cumberlandu zahrnuje 154 jakobitů a 222 „francouzských“ vězňů (příslušníků „cizineckých“ jednotek ve francouzských službách). K tomuto seznamu dále patří 172 mužů zajatých včetně jejich velitele, 3. earla z Cromartie George Mackenzieho, předchozího dne při šarvátce u Littleferry. 
V nápadném protikladu ke ztrátám jakobitské armády jsou ztráty uváděné na straně vládního vojska. Podle záznamů přišlo vládní vojsko o 50 mrtvých a 259 raněných. Ze 438 mužů Barellova 4. pěšího regimentu bylo 14 zabito a 104 raněni, ale velká část mužů uváděných jako ranění pravděpodobně později svým zraněním podlehla. Jen 29 z těchto 104 totiž posléze zažádalo o penzi. Všech 6 dělostřelců, kteří byli uvedeni jako ranění, později zemřelo.
Obětí bitvy se stalo i několik jakobitských velících důstojníků. Byli to například: Alexander Macdonald, 17. z Keppochu, William Drummond, 4. vikomt Strathallan, generální komisař Lachlan Maclachlan a podplukovník Walter Stapleton, který svým zraněním podlehl krátce po bitvě.  Další, včetně Williama Boyda, 4. earla z Kilmarnocku, byli zajati. Jediným padlým vyšším důstojníkem na vládní straně byl lord Robert Kerr, syn Williama Kerra, 3. markýze z Lothianu. Podplukovník a pozdější generálplukovník, Robert Rich, 5. baronet, který velel Barellovu 4. pěšímu regimentu, utrpěl řadu sečných ran, kvůli nimž přišel o levou ruku a málem i o pravé předloktí, a několik zranění hlavy.

## Bojová sestava: Culloden 16. dubna 1746

### Jakobitská armáda
Karel Eduard Stuart

plukovník John William Sullivan
| Část                                                          | Jednotky                                          | Jednotky                                          | Poznámky |
| ------------------------------------------------------------- | ------------------------------------------------- | ------------------------------------------------- | --- |
| Eskortní oddíl                                                | Fitzjamesova jízda: 16 mužů Osobní garda: 16 mužů | Fitzjamesova jízda: 16 mužů Osobní garda: 16 mužů | Velitel kapitán O'Shea. Tato jednotka odvedla Karla Eduarda z bojiště do bezpečí. |
| Část generála George Murrayho                                 | Athollova brigáda: 500 mužů (3 prapory)           | Athollova brigáda: 500 mužů (3 prapory)           | Vytvořena nikoli na klanovém základě, ale skrze povinnost k feudálnímu pánovi. Tvořily ji zřejmě 3 pluky. Velmi trpěla dezercemi.                                                                             |
| Část generála George Murrayho                                 | Pluk Camerona z Lochielu: asi 650–700 mužů        | Pluk Camerona z Lochielu: asi 650–700 mužů        | Velitel Donald Cameron z Lochielu. Lochielův pluk byl považován za jednu z nejlepších jakobitských jednotek.                                                                                                  |
| Část generála George Murrayho                                 | Appinský pluk či Pluk Stewartů z Appinu: 250 mužů | Appinský pluk či Pluk Stewartů z Appinu: 250 mužů | Velitel Charles Stuart z Ardshealu. Pluk trpěl dezercemi. Během tažení přišel o 90 mrtvých a 65 raněných. |
| Část 4. vévody z Perthu Johna Drummonda                       | Lovatův pluk: asi 300 mužů                        | Lovatův pluk: asi 300 mužů                        | U Cullodenu mu velel Charles Fraser z Inverallochie, jehož prapor čítal asi 300 mužů. Lovatův prapor bitvu o několik hodin zmeškal.                                                                           |
| Část 4. vévody z Perthu Johna Drummonda                       | Pluk Lady Mackintoshové: asi 350 mužů             | Pluk Lady Mackintoshové: asi 350 mužů             | V některých pramenech bývá uváděn též jako pluk klanu Chattan. Šlo o smíšenou jednotku jako Athollova brigáda. Velel mu Alexander McGillivray z Dunmaglassu. U Cullodenu ztratil většinu svých důstojníků.    |
| Část 4. vévody z Perthu Johna Drummonda                       | Prapor Farquharsona z Monaltrie: 150 mužů         | Prapor Farquharsona z Monaltrie: 150 mužů         | Sestával převážně z horalů, nikoli však pouze z nich. Jeho součástí byl i oddíl klanu MacGregorů z Gordonova pluku, jemuž velel MacGregor z Inverenzie.                                                       |
| Část 4. vévody z Perthu Johna Drummonda                       | Maclachlanové a Macleanové: asi 200 mužů          | Maclachlanové a Macleanové: asi 200 mužů          | Velitelé Lachlan Maclachlan z Lachlan Castle a Maclean z Drimminu (sloužil jako podplukovník). Jednotka obvykle bojovala jakou součást Athollovy brigády, u Cullodenu poprvé fungovala jako samostatný útvar. |
| Část 4. vévody z Perthu Johna Drummonda                       | Chisholmové ze Strathglassu: asi 80 mužů          | Chisholmové ze Strathglassu: asi 80 mužů          | Tato malá jednotka, jíž velel Roderick Og z klanu Chisholmů, utrpěla u Cullodenu velmi těžké ztráty. |
| Část 3. vévody z Perthu Jamese Drummonda                      | Pluk MacDonaldů z Keppochu: 200 mužů              | Pluk MacDonaldů z Keppochu: 200 mužů              | Velitel Alexander Macdonald, 17. z Keppochu. Tento nevelký pluk tvořili příslušníci klanu Macdonaldů z Keppochu, klanu MacDonaldů z Glencoe, klanu Mackinnonů a klanu MacGregorů.                             |
| Část 3. vévody z Perthu Jamese Drummonda                      | Pluk MacDonaldů z Clanranaldu: 200 mužů           | Pluk MacDonaldů z Clanranaldu: 200 mužů           | Velitel MacDonald z Clanranaldu mladší, byl během bitvy raněn. Pluk byl asi 18. dubna 1746 ve Fort Augustu rozpuštěn.                                                                                         |
| Část 3. vévody z Perthu Jamese Drummonda                      | Pluk MacDonnellů z Glengarry: 500 mužů            | Pluk MacDonnellů z Glengarry: 500 mužů            | Velitel Donald MacDonnell z Lochgarry. Součástí tohoto pluku byl i prapor klanu Grantů z Glenmoristonu a z údolí Urquhart (Glen Urquhart).                                                                    |
| Část Johna Roye Stuarta (rezerva)                             | Pluk Lewise Gordona                               | Prapor Johna Gordona z Avochie: 300 mužů          | Velitel John Gordon z Avochie |
| Část Johna Roye Stuarta (rezerva)                             | Pluk Lewise Gordona                               | Prapor Moira ze Stonywoodu: 200 mužů              | Velitel James Moir ze Stonywoodu. Jednotka byla na rozdíl od ostatních v tomto pluku vytvořena většinou z dobrovolníků.                                                                                       |
| Část Johna Roye Stuarta (rezerva)                             | 1. Ogilvyho pluk: 200 mužů                        | 1. Ogilvyho pluk: 200 mužů                        | Velitel Thomas Blair z Glassclune |
| Část Johna Roye Stuarta (rezerva)                             | 2. Ogilvyho pluk: 300 mužů                        | 2. Ogilvyho pluk: 300 mužů                        | Velitel James Johnstone |
| Část Johna Roye Stuarta (rezerva)                             | Pluk Johna Roye Stuarta: asi 200 mužů             | Pluk Johna Roye Stuarta: asi 200 mužů             | Velitel major Patrick Stewart. Pluk byl rovněž znám jako Edinburský pluk – podle místa vzniku. |
| Část Johna Roye Stuarta (rezerva)                             | Pěší garda: asi 200 mužů                          | Pěší garda: asi 200 mužů                          | Velitel William Boyd, 4. hrabě z Kilmarnocku. Šlo o smíšenou jednotku. |
| Část Johna Roye Stuarta (rezerva)                             | Glenbuchatův pluk: 200 mužů                       | Glenbuchatův pluk: 200 mužů                       | Velitel John Gordon z Glenbuchatu |
| Část Johna Roye Stuarta (rezerva)                             | Pluk vévody z Perthu: 300 mužů                    | Pluk vévody z Perthu: 300 mužů                    | Velitel James Drummond, pán ze Strathallanu. Součástí jednotky byl oddíl MacGregorů. |
| Irská brigáda (francouzské armády)                            | Skotská garda (Garde Écossaise): 350 mužů         | Skotská garda (Garde Écossaise): 350 mužů         | Velitel podplukovník Lewis Drummond |
| Irská brigáda (francouzské armády)                            | Irští pikenýři: 302 mužů                          | Irští pikenýři: 302 mužů                          | Velitel podplukovník Walter Stapleton |
| Jezdectvo (Pod velením Johna MacDonalda z Fitzjamesovy jízdy) | Pravá eskadrona                                   | Fitzjamesova jízda: 70 mužů                       | Velitel kapitán William Bagot |
| Jezdectvo (Pod velením Johna MacDonalda z Fitzjamesovy jízdy) | Pravá eskadrona                                   | Tělesná garda: 30 mužů                            | Velitel David Wemyss, 6. hrabě z Wemyssu (David, lord Elcho) |
| Jezdectvo (Pod velením Johna MacDonalda z Fitzjamesovy jízdy) | Levá eskadrona                                    | Skotští husaři: 36 mužů                           | Velitel major John Bagot |
| Jezdectvo (Pod velením Johna MacDonalda z Fitzjamesovy jízdy) | Levá eskadrona                                    | Strathallanova jízda: 30 mužů                     | Velitel William Drummond, 4. vikomt Strathallan |
| Dělostřelectvo                                                | 11 x třílibrový kanón                             | 11 x třílibrový kanón                             | Velitel kapitán John Finlayson |
| Dělostřelectvo                                                | 1 x čtyřlibrový kanón                             | 1 x čtyřlibrový kanón                             | Velitel kapitán du Saussay |

### Vládní vojsko
Vrchní velitel: vévoda z Cumberlandu

Velitel jezdectva: generálporučík Henry Hawley
| Část                                                                               | Jednotky                                                                            | Jednotky                                                                            | Poznámky |
| ---------------------------------------------------------------------------------- | ----------------------------------------------------------------------------------- | ----------------------------------------------------------------------------------- | --- |
| Eskortní oddíl                                                                     | Husaři vévody z Cumberlandu: asi 20 mužů                                            | Husaři vévody z Cumberlandu: asi 20 mužů                                            | Oddíl tvořili Rakušané a Němci. |
| Předvoj (Velitel generálmajor Humphrey Bland)                                      | Cobhamův 10. dragounský pluk (10. pluk královských husarů): 276 důstojníků a vojáků | Cobhamův 10. dragounský pluk (10. pluk královských husarů): 276 důstojníků a vojáků | Velitel major Peter Chaban |
| Předvoj (Velitel generálmajor Humphrey Bland)                                      | Kerrův 11. dragounský pluk (11. husarský pluk): 267 důstojníků a vojáků             | Kerrův 11. dragounský pluk (11. husarský pluk): 267 důstojníků a vojáků             | Velitel podplukovník William Kerr, 4.markýz z Lothianu (hrabě z Ancramu) |
| Předvoj (Velitel generálmajor Humphrey Bland)                                      | Horalský prapor: asi 300 řadových vojáků                                            | Horalský prapor: asi 300 řadových vojáků                                            | Horalský prapor tvořilo 8 rot vojáků, a to jak pravidelných, tak příslušníků milic. Z toho 4 roty sestávaly z příslušníků Campbellovy argyllské milice (milice vévody z Argyllu), 3 roty tvořili pěšáci z Loudonova 64. horalského pluku (64. pěší pluk hraběte z Loudonu) a 1 rota pocházela z Crawfordova horalského pluku (43. pěší pluk). Praporu velel podplukovník John Campbell, 5. vévoda z Argyllu, ze 64. horalského pluku. Bitvy se jako rezervní jednotka zúčastnila rovněž jedna nezávislá rota horalské milice, kterou shromáždil William Sutherland, 17. hrabě ze Sutherlandu. |
| Přední linie (1. část) (Velitel generálmajor William Keppel, 2. hrabě z Albemarle) | První brigáda                                                                       | Královský pěší pluk (1. pěší pluk): 401 řadových vojáků                             | Velitel podplukovník John Ramsay. U Cullodenu bojoval 2. prapor pluku. |
| Přední linie (1. část) (Velitel generálmajor William Keppel, 2. hrabě z Albemarle) | První brigáda                                                                       | Cholmondleyho pěší pluk (34. pěší pluk): 339 řadových vojáků                        | Velitel podplukovník Charles Jeffreys |
| Přední linie (1. část) (Velitel generálmajor William Keppel, 2. hrabě z Albemarle) | První brigáda                                                                       | Priceův pěší pluk (14. pěší pluk): 304 řadových vojáků                              | Velitel podplukovník John Grey |
| Přední linie (1. část) (Velitel generálmajor William Keppel, 2. hrabě z Albemarle) | Třetí brigáda                                                                       | 21. pluk Královských severobritských střelců (21. pěší pluk): 358 řadových vojáků   | Velitel major Charles Colvill |
| Přední linie (1. část) (Velitel generálmajor William Keppel, 2. hrabě z Albemarle) | Třetí brigáda                                                                       | Dejeanův pěší pluk (37. pěší pluk): 426 řadových vojáků                             | Velitel plukovník Louis Dejean |
| Přední linie (1. část) (Velitel generálmajor William Keppel, 2. hrabě z Albemarle) | Třetí brigáda                                                                       | Barellův pěší pluk (4. pěší pluk): 325 řadových vojáků                              | Velitel podplukovník Robert Rich, 5. baronet |
| Druhá linie (Velitel generálmajor John Huske)                                      | Druhá brigáda                                                                       | Howardův pěší pluk (Světležlutí) (3. pěší pluk): 413 řadových vojáků                | Velitel podplukovník George Howard |
| Druhá linie (Velitel generálmajor John Huske)                                      | Druhá brigáda                                                                       | Flemingův pěší pluk (36. pěší pluk): 350 řadových vojáků                            | Velitel podplukovník George Jackson |
| Druhá linie (Velitel generálmajor John Huske)                                      | Druhá brigáda                                                                       | Cornwallisův (Blighův) pěší pluk (20. pěší pluk): 412 řadových vojáků               | Velitel podplukovník Edward Cornwallis |
| Druhá linie (Velitel generálmajor John Huske)                                      | Čtvrtá brigáda                                                                      | Semphillův pěší pluk (25. pěší pluk): 429 řadových vojáků                           | Velitel podplukovník David Cunynghame |
| Druhá linie (Velitel generálmajor John Huske)                                      | Čtvrtá brigáda                                                                      | Conwayho pěší pluk (59. pěší pluk): 325 řadových vojáků                             | Velitel plukovník Henry Seymour-Conway |
| Druhá linie (Velitel generálmajor John Huske)                                      | Čtvrtá brigáda                                                                      | Králův (Wolfeův) pěší pluk (8. pěší pluk): 324 řadových vojáků                      | Velitel podplukovník Edward Martin |
| Rezerva                                                                            | Pluk lehké kavalerie vévody z Kingstonu: 211 důstojníků a vojáků                    | Pluk lehké kavalerie vévody z Kingstonu: 211 důstojníků a vojáků                    | Velitel podplukovník John Mordaunt |
| Rezerva                                                                            | Pátá brigáda (Velitel brigádní generál John Mordaunt)                               | Pulteneyho pěší pluk (13. pěší pluk): 510 řadových vojáků                           | Velitel podplukovník Thomas Cockayne |
| Rezerva                                                                            | Pátá brigáda (Velitel brigádní generál John Mordaunt)                               | Batereauův pěší pluk (62. pěší pluk): 354 řadových vojáků                           | Velitel plukovník John Batereau |
| Rezerva                                                                            | Pátá brigáda (Velitel brigádní generál John Mordaunt)                               | Blakeneyho pěší pluk (27. pěší pluk): 300 řadových vojáků                           | Velitel podplukovník Francis Leighton |
| Dělostřelectvo                                                                     | 106 poddůstojníků a dělostřelců 10 x třílibrový kanón 6 x lehký moždíř              | 106 poddůstojníků a dělostřelců 10 x třílibrový kanón 6 x lehký moždíř              | Velitelé major William Belford a kapitán John Godwin |

- Ze 16 britských pěších praporů bylo 11 anglických, 4 skotské (3 nížinné a 1 horalský) a 1 irský.
- Ze 3 britských jízdních (dragounských) praporů byly 2 anglické a 1 skotský.